# Sin advertencia
Sin advertencia (en inglés: Without Warning) es una película estadounidense para televisión de la cadena CBS, del género falso documental. Se estrenó el 31 de octubre de 1994, en Halloween, y se presenta como si se tratara de un caso real de noticia de último momento, con informes de exteriores de los periodistas y otros testimonios. El productor ejecutivo es David L. Wolper, quien ha producido una serie de falsos documentales al estilo de las películas de la década de 1960.

## Sinopsis
El falso documental comienza con la apertura de una película de misterio cuyo título es el mismo que el del falso documental (Without warning, 'Sin advertencia'); inmediatamente es interrumpida la programación regular para dar lugar a un boletín especial que tratará sobre un terremoto en Thunder Basin (Wyoming), y otros dos más, uno en Europa y otro en Asia.
Después de esto, se reanuda la programación con la película (donde se ve un cameo de la actriz Loni Anderson), pero unos momentos después se interrumpe nuevamente para dar lugar a un reporte especial de un reconocido programa de noticias. Comienza así la cobertura del impacto del asteroide Venturi 6645 de la mano de Sander Vanocur. Dicho asteroide se ha partido y sus partes impactado en los montes Pirineos, en el sur de Francia y cerca de Lourdes, en el desierto de Gobi, entre China y Mongolia, además del de Wyoming que se había creído terremoto.
Entre los testimonios de personas acreditadas, un científico observa que los objetos que han impactado en los tres lugares referidos lo han hecho de una forma matemáticamente precisa —idéntica latitud norte para los tres impactos y a una distancia exacta entre sí— y sugiere que por ello los impactos pueden haber sido deliberados.
Se localizan dos sobrevivientes solitarios: uno en Wyoming (una niña) y otro en Francia (un joven). La niña había sido reportada como desaparecida desde unos cientos de kilómetros de distancia del lugar crítico donde aparece. Ambas personas están severamente quemadas y cuando hablan lo hacen de un modo ininteligible.
Los tres sitios de impacto transmiten una intensa señal de radio que interfiere otras señales y dificulta la navegación de aviones en esas latitudes.
Más tarde, otro objeto más grande es detectado moviéndose hacia el Polo Norte. El Departamento de Defensa de los Estados Unidos, pese a las protestas de los líderes mundiales, otros científicos, y manifestantes, da la orden de interceptar el objeto antes de que impacte con la Tierra mediante dos aviones caza y usando armas nucleares. El procedimiento tiene éxito, aunque los dos aviones son destruidos con sendos pilotos, aparentemente por una señal procedente del nuevo objeto.
Otros misterios siguen. En un momento la población de todo un pueblo de Wyoming, Faith, desaparece sin dejar rastro. Al tiempo que sucede esto último, el joven francés muere. Un científico que ha seguido los impactos vuela con prisa en un F-16 a una instalación militar de EE. UU. donde los periodistas están siendo informados sobre el último incidente, y donde luego revela que los impactos habrían sido un primer intento de contacto por parte de una especie alienígena y que, mediante la destrucción de la aeronave de seguimiento (el nuevo objeto), la Tierra ha declarado la guerra a los alienígenas.
Los temores del científico se confirman cuando los astrónomos detectan tres objetos que se aproximan a la Tierra. A diferencia de la última vez, estos nuevos objetos se dirigen, ya sin margen de error, a Washington D. C., Moscú y Pekín, capitales de los tres mayores poseedores de armas nucleares. Proyectiles nucleares son lanzados nuevamente para interceptar estos tres objetos, también con éxito. Al tiempo que sucede esto último, la niña de Wyoming muere.
Hacia el final del filme se muestra cómo los científicos han sido capaces de descifrar finalmente los discursos de la niña y del joven francés, cada uno hablando un fragmento de un mensaje que combinado parece recitar, a su vez, el mensaje de las Naciones Unidas que había sido incluido en un registro especial enviado en la sonda espacial Voyager 2. Momentos después, los astrónomos detectan cientos de asteroides más, todos en dirección a la Tierra.

## Detalles de la trama e impacto del filme
- Se revela un tercer sobreviviente de los impactos originales, pero dada la remota región en la que se produjo el tercer impacto, el caso de este individuo no logra tener cobertura.
- La película emplea dispositivos de narración para crear el efecto de realidad o verosimilitud ante el televidente. Al mismo tiempo emplea otros que desajustan el efecto de verosimilitud. Entre estos últimos, la elección de una actriz reconocida, Jane Kaczmarek, como periodista de piso o estudio junto a Vanocur, así como la elección de varios otros conocidos actores en papeles secundarios (el caso de John de Lancie, reconocido por su participación en Star Trek: la nueva generación, quien interpreta a un reportero).
- El uso del llamado "tiempo acelerado" morigera el realismo. Un tiempo estandarizado de película, a lo largo de la emisión misma, termina por despejar las dudas sobre el realismo de lo que se ve.
- El efecto de verosimilitud desajustado es usado para aliviar cualquier preocupación que surgiese de creer que la historia que cubren las noticias estuviese sucediendo. Sin embargo la aparición de Sander Vanocur (aunque para entonces ya retirado) como presentador de las noticias y la aparición de la conocida periodista Bree Walker, ambos caracterizándose a sí mismos, además de una entrevista falsa con el conocido autor Arthur C. Clarke, entre otros detalles, sopesan la tensión realidad-ficción sosteniendo el efecto realista y por ende confundidor de la película.
- Otro dato de interés es que cuando se estrenó originalmente, la película tuvo advertencias (durante los cortes comerciales) que indicaban que los hechos narrador por la película eran ficticios. Los productores, por su parte, utilizaron los gráficos actuales de CBS News para acentuar la sensación de realidad (aunque se utilizó un logo de red alterado).
- A pesar de todo ello, en Fort Smith (Arkansas), la filial de CBS (KFSM-TV) informó que habían recibido decenas de llamadas sobre el incidente preguntando si lo que se transmitía en realidad estaba pasando[cita requerida].
- Por su parte, los afiliados de las cadenas ABC, Fox y NBC también inundaron de quejas, preguntándoles por qué no se cubrían este evento tal y como lo estaba haciendo la CBS.
- Los afiliados de CBS en Detroit (Míchigan) y San Diego (California) se negaron a emitir esta película para televisión. Algunos acusaron a la CBS de irresponsabilidad al mostrar la película en el prime time.
- La película toma prestado uno de los lugares de emisión de Orson Welles. Welles utilizó la localidad de Molino de Grover, Nueva Jersey, como el lugar del primer aterrizaje de los marcianos en su historia. Without Warning utiliza la ficticia ciudad de Molino de Grover, Wyoming, como un homenaje evidente a la difusión de Welles; además, la emisión original de Without Warning habría estado precedida por una breve referencia a la La guerra de los mundos.
- Justo al final de Without Warning, los espectadores pueden escuchar los informes de radio que indican la destrucción de las ciudades más importantes (justo antes de que Vanocur ponga fin a la transmisión), se escucha, por ejemplo que "Anchorage (Alaska) fue destruida". Este final es muy similar al de la versión del álbum conceptual de La guerra de los mundos (1978), producido por Jeff Wayne.
- La película fue lanzada en DVD el 8 de julio de 2003, casi nueve años después de su primera y única emisión en la cadena CBS. Sin embargo, la película ha sido emitida fuera de Estados Unidos antes de la salida del DVD.

## Películas similares
- Alternative 3 (1977)
- Special Bulletin (1983)
- Countdown to Looking Glass (1984)
- Ghostwatch (1992)
- World War III (1998)

En el caso de Alternative 3, a pesar de haberse emitido en 1977, todavía hoy algunos teóricos de la conspiración insisten en que la historia narrada era real.